# National Garments Workers Federation
Die National Garments Workers Federation (NGWF) ist eine Gewerkschaft von Arbeitern der Bekleidungsindustrie in Bangladesch. Die Organisation gründete sich im Jahr 1984 und unterhält Büros in den vier Städten Dhaka, Chittagong, Sabhar und Tongi. Sie ist Organisatorin zahlreicher Protestaktionen in Bangladesch und gemeinsam mit anderen Gewerkschaften unter der Dachgesellschaft BGWUC organisiert. Shahida Sarker ist die Vorsitzende der Gewerkschaft.
Präsident (Stand: 2024) und Mitbegründer ist Amirul Haque Amin, der 2015 für seinen Einsatz den Internationalen Nürnberger Menschenrechtspreis erhielt.